# O양의 아파트 2
"O양의 아파트 2"(Miss O's Apartment Part 2)는 한국에서 제작된 변장호 감독의 1979년 영화이다. 김자옥 등이 주연으로 출연하였고 최춘지 등이 제작에 참여하였다.

## 출연

### 주연
- 김자옥
- 백일섭
- 이순재
- 박원숙

## 기타
- 원작자: 오미영
- 조명: 최의정
- 녹음: 이재웅
- 미술: 조경환